# Лемонграссовое масло

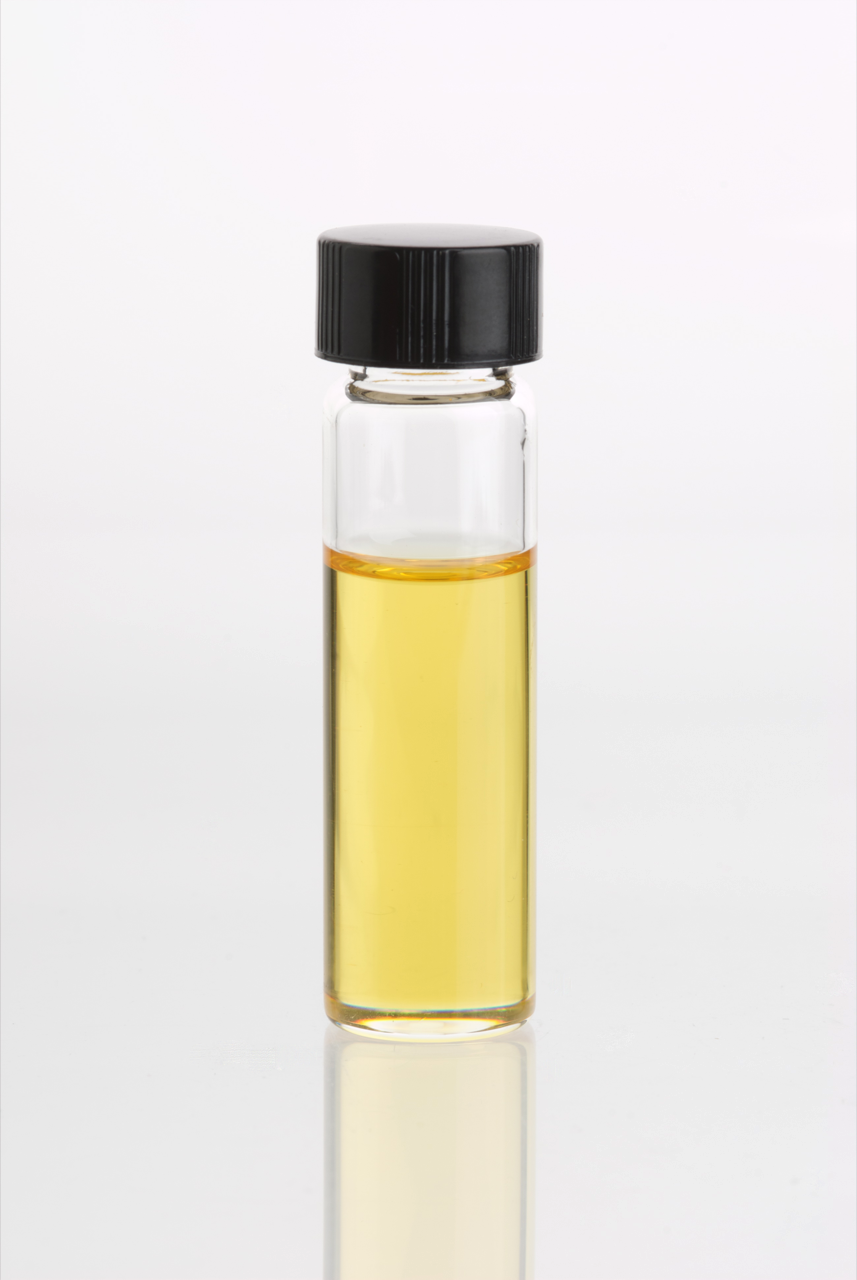
Лемонграссовое масло

Лемонгра́ссовое ма́сло — группа эфирных масел, извлекаемых из ароматных злаков, прежде всего из лимонного сорго (Cymbopogon flexuosus) и западно-индийского лимонного сорго (Cymbopogon citratus), произрастающих на Тайване, Мадагаскаре, Сейшельских островах, в Уганде, Танзании, Бразилии, Индии.

## Свойства
Лемонграссовое эфирное масло — подвижная жидкость жёлтого или жёлто—красного цвета с лимонным запахом.
Растворимо в этаноле (1:3 — в 70%-м), бензилбензоате, диэтилфталате, растительных маслах и пропиленгликоле, малорастворимо в минеральных маслах, нерастворимо в воде и глицерине.
| tвсп, °С | tсвспл, °С | {\displaystyle {\mbox{d}}_{20}^{20}} | {\displaystyle [{\mbox{n}}]_{\mbox{D}}^{20}} | {\displaystyle [\alpha ]_{\mbox{D}}^{20}} | ЛД50, г/кг                                |
| -------- | ---------- | ------------------------------------ | -------------------------------------------- | ----------------------------------------- | ----------------------------------------- |
| +92      | 369        | 0,872 ÷ 0,897                        | 1,4786 ÷ 1,4890                              | -3 ÷ +1                                   | 5,6 крысы перорально, 2 кролики (накожно) |

## Химический состав
В состав масла входят цитраль (более 70 %), мирцен, лимонен, метилгептенол, линалоол, терпинеол, нерол, цитронеллол, гераниол, фарнезол, цитронеллаль, фурфурол, сложные эфиры перечисленных терпеновых спиртов с валериановой, капроновой, каприловой, цитронелловой и гераниевой кислотами и другие компоненты.

## Получение
Получают из свежей или подвяленной травы путём отгонки с паром, выход масла 0,2 — 0,5 %.
Основные производители — страны Центральной Америки, острова Мадагаскар и Тайвань, Индия.

## Применение
Применяют для выделения цитраля, а также как компонент отдушек для моющих средств и изделий бытовой химии. Масло лемонграсса является довольно популярным ингредиентом в парфюмерии, оно придает парфюмерной композиции освежающий запах с легкой кислинкой.